# Níki Xánthou
Níki Xánthou (en grec moderne : Νίκη Ξάνθου), née le 11 octobre 1973 à Rhodes, est une athlète grecque, sauteuse en longueur.
Vice-championne du monde en 1997, elle avait également terminé au pied du podium des Jeux olympiques de 1996 à Atlanta.

## Palmarès

### Jeux olympiques d'été
- 1996 à Atlanta ( États-Unis)
  - 4e en saut en longueur

### Championnats du monde d'athlétisme
- 1997 à Athènes ( Grèce)
  -  Médaille d'argent en saut en longueur
- 2001 à Edmonton ( Canada)
  - 6e en saut en longueur

### Championnats du monde d'athlétisme en salle
- 1995 à Barcelone ( Espagne)
  - 9e en saut en longueur
- 1997 à Paris ( France)
  - 5e en saut en longueur
- 1999 à Maebashi ( Japon)
  - 4e en saut en longueur
- 2003 à Birmingham ( Royaume-Uni)
  - 5e en saut en longueur

### Championnats d'Europe d'athlétisme en salle
- 1996 à Stockholm ( Suède)
  - 12e en saut en longueur
- 1998 à Valence ( Espagne)
  - 5e en saut en longueur
- 2000 à Gand ( Belgique)
  - 8e en saut en longueur
- 2002 à Vienne ( Autriche)
  -  Médaille d'or en saut en longueur